# Afriyie Acquah
Ebenezer Afriyie Acquah (Sunyani, 5 gennaio 1992) è un calciatore ghanese, centrocampista svincolato.

## Caratteristiche tecniche
È un talentuoso centrocampista ambidestro (il suo piede preferito è il destro) veloce e forte fisicamente e dotato di temperamento, che grazie alla sua duttilità può giocare in tutte le zone del centrocampo. È in grado di impostare la manovra con buoni lanci se impiegato da regista, di rallentare il gioco avversario e di inserirsi nell'area avversaria. È paragonato a Michael Essien.

## Carriera

### Club

#### Inizi
Inizia la carriera nelle giovanili del Goldfields, e nel 2005 passa al Glentoran Academy, una scuola calcio per giovani ghanesi istituita nel paese africano dalla società nordirlandese del Glentoran Football Club; con questa squadra si mette in luce ottenendo un soggiorno di due settimane a Belfast in cui si è potuto allenare con la prima squadra del Glentoran. Nel 2006 viene premiato come "miglior centrocampista ghanese Under-14".
Successivamente, nel 2008, viene tesserato dal Mine Stars, e nell'estate del 2009 firma con il Bechem United, con cui gioca il Trofeo Nereo Rocco, torneo nella quale si fa notare per le sue buone prestazioni. Nel settembre dello stesso anno viene acquistato dal DC United, squadra di Accra, la sua città natale.

#### Palermo
Il 1º febbraio 2010, nell'ultimo giorno di calciomercato, viene tesserato dagli italiani del Palermo dopo aver effettuato un periodo di prova e dopo aver superato alcuni problemi burocratici, firmando un contratto quadriennale. È il primo calciatore ghanese della storia della società rosanero.
Dopo la stagione 2009-2010 passata nella Primavera fresca del titolo di Campione d'Italia (8 presenze in totale), per la stagione 2010-2011 viene inserito in prima squadra; nel frattempo ha studiato l'italiano con un insegnante privato. Persona molto religiosa, ha scelto il numero 94 in ricordo dell'anno (il 1994) in cui sua madre si salvò da un gravissimo incidente. È stato portato per la prima volta in panchina in occasione della 23ª giornata di campionato in casa contro la Juventus del 2 febbraio 2011 (vittoria per 2-1). Due giornate dopo, il 6 febbraio, esordisce in Serie A subentrando al 31' all'infortunato Giulio Migliaccio in Palermo-Fiorentina (2-4) valida per la 25ª giornata. Dopo altre quattro presenze da subentrato, il 10 aprile gioca per la prima volta da titolare in Palermo-Cesena (2-2). Il 12 aprile prolunga il contratto con la società rosanero fino al giugno 2016. Chiude la prima stagione fra i professionisti con 11 partite in campionato e 3 da titolare in Coppa Italia, ovvero le due semifinali contro il Milan e la finale persa per 3-1 con l'Inter.
Il 28 luglio 2011, in occasione della sfida di andata del terzo turno preliminare di Europa League allo Stadio Renzo Barbera contro gli svizzeri del Thun (2-2), esordisce nelle competizioni internazionali per club entrando in campo all'80' al posto di Giulio Migliaccio. Nella gara di ritorno del 4 agosto (terminata 1-1) debutta da titolare in ambito internazionale.
Tenuto in considerazione da Devis Mangia, con l'arrivo in panchina di Bortolo Mutti lo spazio per lui diminuisce, giocando 7 partite delle 23 complessive stagionali con il secondo tecnico.

#### In prestito a Parma e Sampdoria
Non convocato per il ritiro estivo del Palermo, il 16 luglio 2012 si trasferisce al Parma in prestito con diritto di riscatto sulla compartecipazione. Colleziona con la squadra ducale 13 presenze in Campionato.
Il 24 gennaio 2013 si trasferisce a titolo definitivo ai tedeschi dell'Hoffenheim, per 2,5 milioni di euro. scegliendo come numero di maglia il 41. Viene subito convocato per la partita successiva, la 19ª giornata di campionato, senza scendere in campo. Il resto della stagione non viene più convocato eccezion fatta per un'altra panchina alla 24ª giornata, terminando dunque la stagione senza collezionare alcuna presenza.
Il 31 luglio seguente torna al Parma, in prestito con diritto di riscatto. Il 2 aprile 2014, nel recupero della ventiduesima giornata di campionato, segna il suo primo gol nella carriera di club nella partita persa in trasferta contro la Roma per 4-2. Totalizza, al termine della stagione, 27 presenze in campionato, più una in Coppa Italia contro il Varese.
Il 28 giugno 2014 il Parma comunica la permanenza del giocatore in Emilia Romagna per un'altra stagione. Gioca altre 14 partite in campionato.
Complessivamente con la maglia del Parma ha giocato 55 partite con 1 gol segnato.
Il 2 febbraio 2015 si trasferisce in prestito alla Sampdoria; sceglie di indossare la maglia numero 30. Il 15 febbraio seguente esordisce in blucerchiato giocando dal primo minuto la gara Chievo-Sampdoria 2-1. Il 29 aprile dello stesso anno viene espulso per doppia ammonizione al 57' (primo giallo al 36'). Il 10 maggio successivo, segna la prima rete con i liguri nella sfida vinta per 4-1 contro l'Udinese ad Udine.

#### Torino ed Empoli e Yeni Malatyaspor
Il 19 giugno 2015 viene acquistato a titolo definitivo dal Torino a fronte di un corrispettivo di 3,2 milioni di euro. In granata gioca una buona stagione, caratterizzata da 31 presenze e 3 reti fra campionato e Coppa Italia, e viene confermato per la stagione 2016-2017, in cui il nuovo allenatore Mihajlovic lo alterna regolarmente al compagno Marco Benassi nel ruolo di mezzala destra. Il 18 marzo 2017, tornato titolare dopo cinque mesi, segna la sua prima rete stagionale nel pareggio interno per 2-2 con l'Inter e sino al termine del campionato viene schierato costantemente dall'allenatore Siniša Mihajlović. Confermato in maglia torinista per la terza stagione consecutiva, il 3 febbraio 2018 segna al Ferraris contro la Sampdoria la rete dell'1-1.
Il 17 agosto 2018 si trasferisce a titolo definitivo all'Empoli a fronte di un corrispettivo di un milione di euro, sottoscrivendo un contratto annuale con opzione di rinnovo biennale in caso di salvezza della formazione toscana. Esordisce con i toscani due giorni dopo, in occasione della prima giornata di Serie A, nella sfida casalinga vinta contro il Cagliari. il 17 febbraio 2019 segna il primo gol con i toscani, in occasione del successo casalingo sul Sassuolo (3-0).
Rimasto svincolato, il 23 agosto 2019 passa ai turchi dello Yeni Malatyaspor, in cui milita per un biennio, prima di trasferirsi, nel luglio 2021, ai sauditi dell'Al-Batin, dove rimane per cinque mesi prima di svincolarsi.

#### Arabia Saudita, Iraq e Nepal
Il 6 luglio 2021 viene ingaggiato dall'Al-Batin, club militante nella massima serie saudita, arrivando da svincolato. Il suo contratto viene risolto il 30 gennaio 2022.
Il 1⁰ febbraio 2023 si accasa all'Al-Quwa Al-Jawiya, club della massima serie irachena, dove rimane sino alla scadenza del contratto, avvenuta nel luglio seguente.
Il 6 novembre 2023 firma per il Chitwan, club della massima serie nepalese.

### Nazionale
Conta 2 presenze e una rete con la nazionale ghanese Under-17.
Convocato dall'Under-20 ghanese dopo il suo arrivo al Palermo, la società rosanero gli ha impedito di prendere parte alla Coppa delle Nazioni Africane Under-20 2011.
Dopo vari mesi torna ad essere convocato dall'Under-20 per la partita del 9 novembre 2011 contro i pari età dell'Italia. In questa partita, persa per 3-0, gioca da titolare venendo sostituito all'88', esordendo così nella massima Nazionale giovanile.
Il 15 febbraio 2012 riceve la prima convocazione nella nazionale maggiore, scelto dal commissario tecnico Goran Stevanović in vista dell'amichevole contro il Cile a New York il 29 febbraio. L'esordio arriva all'inizio del secondo tempo, quando subentra al posto di Anthony Annan nell'incontro pareggiato 1-1. La successiva presenza è la prima da titolare: in Malawi-Ghana (0-1) valevole per le qualificazioni alla Coppa d'Africa, è suo il gol vittoria (il primo in carriera) segnato al 4'.
Il 12 maggio 2014 è stato inserito dal CT Kwesi Appiah nella lista di 26 calciatori pre-convocati in vista dei Mondiali 2014, confermato nei 23 disponibili per il torneo il 1º giugno seguente. Esordisce nella competizione il 26 giugno nella partita persa 2-1 contro il Portogallo, subentrando dalla panchina al posto di Mohammed Rabiu.
Nei mesi di gennaio e febbraio 2015 prende parte alla Coppa d'Africa nella quale gioca tutte le 6 partite disputate dal Ghana tra cui anche la finale persa ai calci di rigore contro la Costa d'Avorio, venendo comunque scelto come miglior giocatore dell'incontro.

## Statistiche

### Presenze e reti nei club
Statistiche aggiornate al 19 gennaio 2024.
| Stagione        | Squadra          | Campionato      | Campionato | Campionato | Coppe nazionali | Coppe nazionali | Coppe nazionali | Coppe continentali | Coppe continentali | Coppe continentali | Altre coppe | Altre coppe | Altre coppe | Totale | Totale |
| Stagione        | Squadra          | Comp            | Pres       | Reti       | Comp            | Pres            | Reti            | Comp               | Pres               | Reti               | Comp        | Pres        | Reti        | Pres   | Reti   |
| --------------- | ---------------- | --------------- | ---------- | ---------- | --------------- | --------------- | --------------- | ------------------ | ------------------ | ------------------ | ----------- | ----------- | ----------- | ------ | ------ |
| 2010-2011       | Palermo          | A               | 11         | 0          | CI              | 3               | 0               | UEL                | 0                  | 0                  | -           | -           | -           | 14     | 0      |
| 2011-2012       | Palermo          | A               | 20         | 0          | CI              | 1               | 0               | UEL                | 2                  | 0                  | -           | -           | -           | 23     | 0      |
| Totale Palermo  | Totale Palermo   | Totale Palermo  | 31         | 0          |                 | 4               | 0               |                    | 2                  | 0                  |             | -           | -           | 37     | 0      |
| 2012-gen. 2013  | Parma            | A               | 13         | 0          | CI              | 0               | 0               | -                  | -                  | -                  | -           | -           | -           | 13     | 0      |
| gen.-giu. 2013  | Hoffenheim       | BL              | 0          | 0          | CG              | 0               | 0               | -                  | -                  | -                  | -           | -           | -           | 0      | 0      |
| 2013-2014       | Parma            | A               | 27         | 1          | CI              | 1               | 0               | -                  | -                  | -                  | -           | -           | -           | 28     | 1      |
| 2014-feb. 2015  | Parma            | A               | 14         | 0          | CI              | 0               | 0               | -                  | -                  | -                  | -           | -           | -           | 14     | 0      |
| Totale Parma    | Totale Parma     | Totale Parma    | 54         | 1          |                 | 1               | 0               |                    | -                  | -                  |             | -           | -           | 55     | 1      |
| feb.-giu. 2015  | Sampdoria        | A               | 10         | 1          | CI              | -               | -               | -                  | -                  | -                  | -           | -           | -           | 10     | 1      |
| 2015-2016       | Torino           | A               | 29         | 2          | CI              | 2               | 1               | -                  | -                  | -                  | -           | -           | -           | 31     | 3      |
| 2016-2017       | Torino           | A               | 20         | 2          | CI              | 2               | 0               | -                  | -                  | -                  | -           | -           | -           | 22     | 2      |
| 2017-2018       | Torino           | A               | 22         | 1          | CI              | 4               | 0               | -                  | -                  | -                  | -           | -           | -           | 26     | 1      |
| Totale Torino   | Totale Torino    | Totale Torino   | 71         | 5          |                 | 8               | 1               |                    | -                  | -                  |             | -           | -           | 79     | 6      |
| 2018-2019       | Empoli           | A               | 28         | 2          | CI              | 0               | 0               | -                  | -                  | -                  | -           | -           | -           | 28     | 2      |
| 2019-2020       | Yeni Malatyaspor | SL              | 27         | 1          | CT              | 3               | 0               | -                  | -                  | -                  | -           | -           | -           | 30     | 1      |
| 2020-2021       | Yeni Malatyaspor | SL              | 33         | 2          | CT              | 2               | 1               | -                  | -                  | -                  | -           | -           | -           | 35     | 3      |
| lug.-dic. 2021  | Al-Batin         | LSP             | 8          | 0          | CRC             | 0               | 0               | -                  | -                  | -                  | -           | -           | -           | 8      | 0      |
| 2023-2024       | Chitwan          | NSL             | 8          | 0          | -               | -               | -               | -                  | -                  | -                  | -           | -           | -           | 8      | 0      |
| Totale carriera | Totale carriera  | Totale carriera | 270        | 12         |                 | 21              | 2               |                    | 2                  | 0                  |             | -           | -           | 293    | 14     |

### Cronologia presenze e reti in nazionale
| Cronologia completa delle presenze e delle reti in nazionale ― Ghana | Cronologia completa delle presenze e delle reti in nazionale ― Ghana | Cronologia completa delle presenze e delle reti in nazionale ― Ghana | Cronologia completa delle presenze e delle reti in nazionale ― Ghana | Cronologia completa delle presenze e delle reti in nazionale ― Ghana | Cronologia completa delle presenze e delle reti in nazionale ― Ghana | Cronologia completa delle presenze e delle reti in nazionale ― Ghana | Cronologia completa delle presenze e delle reti in nazionale ― Ghana |
| Data                                                                 | Città                                                                | In casa                                                              | Risultato                                                            | Ospiti                                                               | Competizione                                                         | Reti                                                                 | Note                                                                 |
| -------------------------------------------------------------------- | -------------------------------------------------------------------- | -------------------------------------------------------------------- | -------------------------------------------------------------------- | -------------------------------------------------------------------- | -------------------------------------------------------------------- | -------------------------------------------------------------------- | -------------------------------------------------------------------- |
| 1-3-2012                                                             | Chester                                                              | Cile                                                                 | 1 – 1                                                                | Ghana                                                                | Amichevole                                                           | -                                                                    | 46’ 49’                                                              |
| 13-10-2012                                                           | Blantyre                                                             | Malawi                                                               | 0 – 1                                                                | Ghana                                                                | Qual. Coppa d'Africa 2015                                            | 1                                                                    | 56’                                                                  |
| 14-11-2012                                                           | Lisbona                                                              | Capo Verde                                                           | 0 – 1                                                                | Ghana                                                                | Amichevole                                                           | -                                                                    | Ingresso                                                             |
| 31-5-2014                                                            | Rotterdam                                                            | Paesi Bassi                                                          | 1 – 0                                                                | Ghana                                                                | Amichevole                                                           | -                                                                    | 46’                                                                  |
| 10-6-2014                                                            | Miami                                                                | Ghana                                                                | 4 – 0                                                                | Corea del Sud                                                        | Amichevole                                                           | -                                                                    | 59’                                                                  |
| 26-6-2014                                                            | Brasilia                                                             | Portogallo                                                           | 2 – 1                                                                | Ghana                                                                | Mondiali 2014 - 1º turno                                             | -                                                                    | 76’                                                                  |
| 6-9-2014                                                             | Kumasi                                                               | Ghana                                                                | 1 – 1                                                                | Uganda                                                               | Qual. Coppa d'Africa 2015                                            | -                                                                    | 68’                                                                  |
| 15-11-2014                                                           | Maputo                                                               | Uganda                                                               | 1 – 0                                                                | Ghana                                                                | Qual. Coppa d'Africa 2015                                            | -                                                                    | 62’                                                                  |
| 19-1-2015                                                            | Mongomo                                                              | Ghana                                                                | 1 – 2                                                                | Senegal                                                              | Qual. Coppa d'Africa 2015                                            | -                                                                    | 83’                                                                  |
| 23-1-2015                                                            | Mongomo                                                              | Ghana                                                                | 1 – 0                                                                | Algeria                                                              | Qual. Coppa d'Africa 2015                                            | -                                                                    | 26’ 55’                                                              |
| 27-1-2015                                                            | Mongomo                                                              | Sudafrica                                                            | 1 – 2                                                                | Ghana                                                                | Qual. Coppa d'Africa 2015                                            | -                                                                    | 70’                                                                  |
| 1-2-2015                                                             | Malabo                                                               | Ghana                                                                | 3 – 0                                                                | Guinea                                                               | Qual. Coppa d'Africa 2015                                            | -                                                                    | 86’                                                                  |
| 5-2-2015                                                             | Malabo                                                               | Guinea Equatoriale                                                   | 0 – 3                                                                | Ghana                                                                | Qual. Coppa d'Africa 2015                                            | -                                                                    | 68’                                                                  |
| 8-2-2015                                                             | Bata                                                                 | Costa d'Avorio                                                       | 0 – 0 dts (9 – 8 dtr)                                                | Ghana                                                                | Qual. Coppa d'Africa 2015                                            | -                                                                    |                                                                      |
| 28-3-2015                                                            | Le Havre                                                             | Ghana                                                                | 1 – 2                                                                | Senegal                                                              | Amichevole                                                           | -                                                                    | 65’                                                                  |
| 8-6-2015                                                             | Accra                                                                | Ghana                                                                | 1 – 0                                                                | Togo                                                                 | Amichevole                                                           | -                                                                    | 63’                                                                  |
| 8-9-2015                                                             | Brazzaville                                                          | Rep. del Congo                                                       | 2 – 3                                                                | Ghana                                                                | Amichevole                                                           | -                                                                    |                                                                      |
| 5-9-2015                                                             | Kigali                                                               | Ruanda                                                               | 0 – 0                                                                | Ghana                                                                | Qual. Coppa d'Africa 2017                                            | -                                                                    |                                                                      |
| 13-10-2015                                                           | Edmonton                                                             | Canada                                                               | 1 – 1                                                                | Ghana                                                                | Amichevole                                                           | -                                                                    | 67’                                                                  |
| 13-11-2015                                                           | Moroni                                                               | Comore                                                               | 0 – 0                                                                | Ghana                                                                | Qual. Mondiali 2018                                                  | -                                                                    |                                                                      |
| 24-3-2016                                                            | Accra                                                                | Ghana                                                                | 3 – 1                                                                | Mozambico                                                            | Qual. Coppa d'Africa 2017                                            | -                                                                    |                                                                      |
| 27-3-2016                                                            | Maputo                                                               | Mozambico                                                            | 0 – 0                                                                | Ghana                                                                | Qual. Coppa d'Africa 2017                                            | -                                                                    |                                                                      |
| 5-6-2016                                                             | Belle Vue Maurel                                                     | Mauritius                                                            | 0 – 2                                                                | Ghana                                                                | Qual. Coppa d'Africa 2017                                            | -                                                                    | 62’                                                                  |
| 6-9-2016                                                             | Mosca                                                                | Russia                                                               | 1 – 0                                                                | Ghana                                                                | Amichevole                                                           | -                                                                    | 90’                                                                  |
| 7-10-2016                                                            | Tamale                                                               | Ghana                                                                | 0 – 0                                                                | Uganda                                                               | Qual. Mondiali 2018                                                  | -                                                                    | 57’                                                                  |
| 17-1-2017                                                            | Port-Gentil                                                          | Ghana                                                                | 1 – 0                                                                | Uganda                                                               | Coppa d'Africa 2017 - 1º turno                                       | -                                                                    | 85’                                                                  |
| 21-1-2017                                                            | Port-Gentil                                                          | Ghana                                                                | 1 – 0                                                                | Mali                                                                 | Coppa d'Africa 2017 - 1º turno                                       | -                                                                    | 89’                                                                  |
| 29-1-2017                                                            | Woleu-Ntem                                                           | RD del Congo                                                         | 1 – 2                                                                | Ghana                                                                | Coppa d'Africa 2017 - Quarti di finale                               | -                                                                    |                                                                      |
| 2-2-2017                                                             | Franceville                                                          | Camerun                                                              | 2 – 0                                                                | Ghana                                                                | Coppa d'Africa 2017 - Semifinali                                     | -                                                                    | 76’                                                                  |
| 11-6-2017                                                            | Kumasi                                                               | Ghana                                                                | 5 – 0                                                                | Etiopia                                                              | Qual. Coppa d'Africa 2017                                            | -                                                                    |                                                                      |
| 5-9-2017                                                             | Brazzaville                                                          | Rep. del Congo                                                       | 1 – 5                                                                | Ghana                                                                | Qual. Mondiali 2018                                                  | -                                                                    |                                                                      |
| 7-6-2018                                                             | Reykjavík                                                            | Islanda                                                              | 2 – 2                                                                | Ghana                                                                | Amichevole                                                           | -                                                                    | 46’                                                                  |
| 8-9-2018                                                             | Nairobi                                                              | Kenya                                                                | 1 – 0                                                                | Ghana                                                                | Qual. Coppa d'Africa 2019                                            | -                                                                    |                                                                      |
| 18-11-2018                                                           | Addis Abeba                                                          | Etiopia                                                              | 0 – 2                                                                | Ghana                                                                | Qual. Coppa d'Africa 2019                                            | -                                                                    | 59’                                                                  |
| 9-6-2019                                                             | Accra                                                                | Ghana                                                                | 0 – 1                                                                | Namibia                                                              | Amichevole                                                           | -                                                                    | 46’                                                                  |
| 15-6-2019                                                            | Dubai                                                                | Ghana                                                                | 0 – 0                                                                | Sudafrica                                                            | Amichevole                                                           | -                                                                    | 65’ 71’                                                              |
| 25-6-2019                                                            | Ismailia                                                             | Ghana                                                                | 2 – 2                                                                | Benin                                                                | Coppa d'Africa 2019 - 1º turno                                       | -                                                                    | 90’                                                                  |
| 2-7-2019                                                             | Suez                                                                 | Guinea-Bissau                                                        | 0 – 2                                                                | Ghana                                                                | Coppa d'Africa 2019 - 1º turno                                       | -                                                                    | 66’                                                                  |
| 8-7-2019                                                             | Ismailia                                                             | Ghana                                                                | 1 – 1 dts (4 – 5 dtr)                                                | Tunisia                                                              | Coppa d'Africa 2019 - Ottavi di finale                               | -                                                                    | 75’                                                                  |
| 12-11-2020                                                           | Cape Coast                                                           | Ghana                                                                | 2 – 0                                                                | Sudan                                                                | Qual. Coppa d'Africa 2021                                            | -                                                                    | 48’                                                                  |
| 17-11-2020                                                           | Omdurman                                                             | Sudan                                                                | 1 – 0                                                                | Ghana                                                                | Qual. Coppa d'Africa 2021                                            | -                                                                    |                                                                      |
| 25-3-2021                                                            | Johannesburg                                                         | Sudafrica                                                            | 1 – 1                                                                | Ghana                                                                | Qual. Coppa d'Africa 2021                                            | -                                                                    | 53’                                                                  |
| Totale                                                               |                                                                      | Presenze                                                             | 42                                                                   |                                                                      | Reti                                                                 | 1                                                                    |                                                                      |